# Partido Republicano Federal de Mallorca
El Partido Republicano Federal de Mallorca (PRFM), fue un partido político creado en julio de 1930 en Mallorca. En 1932 se adhirió al Partido Republicano Radical de Alejandro Lerroux.
En las elecciones municipales de abril de 1931 que permitieron la proclamación de la Segunda República, y en las elecciones generales del mismo año, presentó candidaturas junto al Partido Socialista Obrero Español, obteniendo un diputado al Congreso en el político balear Francesc Julià, quien además presidió el partido en su fundación.
Tras el conflicto entre Lerroux y Manuel Azaña, los republicanos se dispersan en distintas formaciones, desde la derecha a la izquierda política. El PRFM se une mayoritariamente a la facción lerrouxista, provocando la escisión de los sectores a la izquierda que conformarán Acción Republicana de Mallorca.
En la elecciones de 1933 obtuvieron dos diputados al Congreso: Francesc Julià y Teodor Canet, (éste por la Unión Republicana de Menorca) con el apoyo de la derecha de la isla.
La crisis de los partidos radicales de 1935 le afectará de tal forma que no presentará candidaturas a la elecciones generales de 1936 y algunos de sus miembros se integrarán, en 1934, en Esquerra Republicana Balear.